# Domo do Sucunduri
O Domo do Sucunduri é uma estrutura geológica localizada no município de Apuí entre os rios Juruena e Aripuanã e acessada pelo meio através do rio Sucunduri. Faz parte do Mosaíco de Apuí e caracteriza-se pela aglomeração de serras dispostas de forma côncentrica.